# هربرت هايز
هربرت هايز (بالإنجليزية: Herbert Hays)‏ هو سياسي أسترالي، ولد في 20 سبتمبر 1869 في أستراليا، وتوفي في 16 فبراير 1960 في نفس البلد. حزبياً، نشط في Nationalist Party (Australia) ‏ والحزب الليبرالي الأسترالي وحزب أستراليا المتحدة. وقد انتخب عضو مجلس النواب تسمانيا من الجمعية عن دائرة Division of Wilmot (state) ‏ (8 يونيو 1911 – 10 يونيو 1922) وانتخب عضو مجلس الشيوخ الأسترالي ‏ عن دائرة Tasmania ‏ (1 يوليو 1923 – 30 يونيو 1947).